# ليلى يونس
ليلى إسلام غيزي يونوسوفا، ناشطة حقوق إنسان أذرية. ولدت في 21 ديسمبر 1955 في باكو، اشتهرت أكثر باسم «ليلى يونس». عملت مديرة لمعهد السلام والديمقراطية في أذربيجان، وهو منظمة مختصة بحقوق الإنسان. عُرفت بفضل مساعدتها المواطنين أثناء عمليات الإخلاء القسري في باكو، وقد نظمت باسمهم عدة احتجاجات. في تموز (يوليو) 2014، اعتقلت السلطات الأذرية ليلى يونس لادّعاءات بقيامها بالتجسس لصالح أرمينيا، وقد اعتبرت هذه الاتهامات مشكوك فيها على نطاق واسع.
حُكم على ليلى بالسجن 8.5 سنوات في 13 آب (أغسطس) 2015، لكن أفرج عنها لتدهور حالتها الصحية في 9 كانون الأول (ديسمبر) 2015، حيث قضت المحكمة بوقف التنفيذ.

## العمل العام
ليلى يونس هي مؤرّخة بالتدريب، كتبت أطروحتها حول «التنافس الإنجليزي الروسي على بحر قزوين وأذربيجان في الجزء الأول من القرن الثامن عشر».
في أواخر فترة الاتحاد السوفيتي، كانت ليلى ناشطة في
في الدوائر المؤيدة للإصلاح. عام 1988، أسست «الجبهة الشعبية الأذربيجانية لدعم البيريسترويكا» إلى جانب مجموعة صغيرة من المثقفين المعتدلين.

## الجوائز والتكريمات

### ترشيحات
في تشرين الأول (أكتوبر) 2014، كانت ليلى يونس واحدة من الثلاثة المرشحين لنيل جائزة سخاروف لحرية الفكر.
حظي هذا الترشيح بدعم عدد من الناشطين البارزين، بما في ذلك الجيل الأخير من المنشقين السوفييت وأصدقاء أندريه ساخاروف. أثناء إعلان جائزة ساخاروف، ذكر البرلمان الأوروبي أنه تقرر إرسال وفد يضم ممثلين عن كافة الأطياف السياسية إلى أذربيجان لمقابلة ليلى يونس ودعمها في نضالها من أجل الديمقراطية والحرية في بلادها."
كما ترشحت ليلى يونس لنيل جائزة تيوليب حقوق الإنسان.

### جوائز
في تشرين الثاني (أكتوبر) 2014، منحت لجنة هلسنكي النرويجية ليلى يونس جائزة سخاروف لحرية الفكر مع كل من رسول جعفروف وأنار مامادلي وإنتقام علييف.
تسلّمت ليلى يونس جائزة سيرجيو فييرا دي ميلو البولندية في تشرين الثاني (أكتوبر) 2014، لإنجازاتها الشخصية في نضالها لصالح حقوق الإنسان